# Луций Публилий Филон Вулск
Луций Публилий Филон Вулск (на латински: Lucius Publilius Philo Vulscus) е римски политик. Произлиза от плебейската фамилия Публилии.
Той е консулски военен трибун през 400 пр.н.е.